# Trebesing-Bad
Trebesing-Bad je naselje v Občini Trebesing v Okraju Špital ob Dravi  na Koroškem v Avstriji.